# 奈良県立富雄高等学校
奈良県立富雄高等学校（ならけんりつ とみお こうとうがっこう、英: Nara Prefectural Tomio High School）は、奈良県奈良市帝塚山西二丁目にかつて存在した県立高等学校。略称および通称は富高（）。

## 概要
1983年（昭和58年）4月に「奈良県立第13高等学校」として開設された全日制普通科高校。奈良市の最西部に位置しており、帝塚山大学東生駒キャンパスに近い立地であった。奈良県立北大和高等学校と統合する際、新設合併により、2007年（平成19年）3月に閉校、廃止された。
当時、最新の機器を備えたニューメディア教室が設置されており、多様な学習が可能であった。また、42台のPC全てがインターネットに常時接続されており、電子メールのアカウントを職員、在校生全員に割り当てられていた。
また、ボランティア学習に励んでおり、年数回、奈良県立奈良養護学校と定期交流会を相互訪問の形で実施し、「障害」を持っている人たちへの理解を深めつつ、「ともに生きる」生き方を学んでいた。更に、手話や点字の学習会も全員が受講し、花いっぱい運動等の諸活動も積極的に行われていた。
帰国生徒や海外からの留学生を受け入れて国際理解教育をすすめており、そのため、生徒間の国際交流が盛んであった。
尚、校地と校舎は改築され、2008年4月に奈良県立奈良西養護学校が開設された。

### 教育方針
日本国憲法・教育基本法及び学校教育法に定められた教育の根本精神に基づき、人権を尊重する民主的な杜会の形成者として、新しい文化の創造に努める豊かな人間性をそなえた国民の育成を期して推進する。このため、生き生きとした気力と活気に満ちた秩序ある明るい学校づくりを目指す。

### 教育目標
1. 知性を磨き、視野を広め、個性豊かな創造性に富んだ生徒を育成する。
2. 人間尊重の精神を基盤として、自他敬愛に基づく人間関係を深め、共感と優しさをもった活力ある生徒を育成する。
3. 自発的・自主的な体育的活動をすすめ、健康でたくましい心身と気力に満ちた実践力のある生徒を育成する[3]。

### 校訓
校訓は「生新」「共感」「創造」であり、その精神は「生きるとは、日々新たに、感動をもってものに向かい、みずからを築いていくこと」である。

## 沿革

### 年表
- 1983年（昭和58年）
  - 3月14日 - 奈良県議会において「県立第13高等学校」として設置位置を承認。
  - 11月21日 - 校章を設定。
  - 12月9日 - 奈良県議会での「奈良県立高等学校設置条例の一部を改正する条例」の可決により、校名を「奈良県立富雄高等学校」と決定。
- 1984年（昭和59年）4月1日 - 奈良県立富雄高等学校として奈良市船橋町の仮校舎で開校、初代校長に西田忠男就任、他19名着任。
  - 4月11日 - 開校式並びに第1回入学式を県立短期大学体育館で挙行、270名入学。
  - 11月11日 - 創立記念日を制定。
- 1985年
  - 4月6日 - 校旗入魂。
  - 6月20日 - クラブ室竣工。
- 1986年5月24日 - 落成式を挙行。
- 1987年2月25日 - 第1回卒業証書授与式を挙行。267名卒業。
- 1988年5月10日 - 格技場工事竣工。
- 1991年（平成3年）3月30日 - 弓道場工事竣工。
- 1993年11月10日 - 創立10周年記念式典を挙行。
- 2003年11月8日 - 創立20周年記念式典を挙行。
- 2004年
  - 6月25日 - 奈良県議会での「奈良県立高等学校設置条例の一部を改正する条例」の可決により、奈良県立富雄高等学校の廃止と、校名を「奈良県立奈良北高等学校」とする奈良県立北大和高等学校との統合校の設置を決定。
  - 9月17日 - 2005年度以降の生徒募集停止を公表。
- 2005年4月1日 - 奈良県立奈良北高等学校が開設される。
- 2006年12月4日 - 町の区域及び名称の変更に伴い、所在地を三碓町1379番地から帝塚山西二丁目1番地の1に変更。[5]
- 2007年
  - 3月1日 - 第21回卒業証書授与式および引継式を挙行。
  - 3月31日 - 奈良県立富雄高等学校閉校、廃止。

## 基礎データ

### 所在地
- 奈良市帝塚山西二丁目1番地の1

### アクセス
- 奈良交通
  - 「帝塚山西二丁目（(旧)富雄高校）」停留所より西南西へ約230m（徒歩約4分）
  - 「帝塚山南四丁目」停留所より西北西へ約900m（徒歩約15分）
  - 「帝塚山住宅」停留所より南へ約750m（徒歩約12分）
- 近鉄奈良線「富雄駅」より南西へ約2.3km（徒歩約35分）

### 象徴

#### 校章
学校の東を流れる富雄川を背景にして、富雄の様な山地に咲く、中国では瓊花（）とも呼ばれる玉の様に美しいやぶでまりの花弁を配して図案化したものであった。
やぶでまりの白い花弁には、青年らしく常に「爽やかで明るく」あって欲しいという願いを、富雄川には、心に「夢と理想」を抱き、川の流れの如く未来を見つめて「絶えずそれを追求していく気力」を持って欲しいとの思いを込めたものであった。

#### 校歌
校歌は、西田忠男による作詞、杉江満直による作曲。歌詞は2番まであり、各番に校名の「北大和高校」が登場する。

## 設置する課程、学科及び定員
- 全日制課程
  - 普通科 - 720名（募集人員240名：一般選抜）

## 学校行事

### 富高祭
文化祭は「富高祭」と呼ばれ、毎年9月上旬に開催された。

## クラブ活動

### 文化系
- 新聞局
- 放送局
- 映画研究部
- 華道部
- 茶道部
- コーラス部
- 歴史研究部
- 科学部
- 吹奏楽部
- 美術部
- 書道部
- 写真部
- 部落解放研究部
- 演劇部
- 囲碁将棋部
- ESS

### 体育系
- 弓道部
- 硬式野球部
- サッカー部
- 登山・スキー部
- 卓球部
- ソフトテニス部
- バスケットボール部
- バレーボール部
- ハンドボール部
- 陸上競技部
- 空手拳道部
- ソフトボール部
- バドミントン部

## 高校関係者と組織

### 高校関係者組織
- 奈良県立富雄高等学校同窓会「光丘会」 - 卒業生による同窓会組織
- 奈良県立富雄高等学校育友会 - 生徒保護者による保護者会組織

### 高校関係者一覧

#### 著名な出身者
- 魚乃目三太 - 漫画家
- 井澤秋乃 - 囲碁棋士。日本棋院関西総本部所属
- 塩崎祥平 - 映画監督[8]